# プレパレード
『プレパレード』は、逢坂大河・櫛枝実乃梨・川嶋亜美（釘宮理恵・堀江由衣・喜多村英梨）名義の楽曲およびシングル。
『とらドラ!』オープニングテーマ。テレビ東京ミュージックの制作協力と、スクウェア・エニックスの協賛による。

## 概要
2008年10月より放送されたテレビアニメ『とらドラ!』の前期オープニング主題歌で、同アニメにヒロイン役で出演している、釘宮理恵・堀江由衣・喜多村英梨の女性声優3人が歌っている。ジャケットは田中将賀による逢坂大河・櫛枝実乃梨・川嶋亜美の描き下ろしイラストがプリントされている。TV-SIZEバージョンが2009年1月7日発売のオリジナルサウンドトラックに収録されている。なお、1番では釘宮・堀江・喜多村・釘宮、2番では喜多村・釘宮・堀江・釘宮の順でソロ・パートがある。
「プレパレード」では、プレパラートを歌詞に含めることで、観察対象と観察者の恋愛模様を表現している。「カ・ラ・ク・リ」では、野球用語を豊富に用いている。文化放送の『A&Gメディアステーション こむちゃっとカウントダウン』のこむチャートでは、『バニラソルト』とともにランクインし、同チャート史上2例目となる同タイアップ同日発売による同時ランクインを果たした。

## 収録曲
（全作詞：渡邊亜希子）
1. プレパレード [3:22] 
作曲：大久保薫、編曲：鈴木光人
テレビアニメ、OVA『とらドラ!』オープニングテーマ
2. カ・ラ・ク・リ [3:51] 
作曲・編曲：横山マサル
インターネットラジオ『とらドラジオ!』オープニングテーマ
3. プレパレード（off Vocal Ver.）
4. カ・ラ・ク・リ（off Vocal Ver.）

## カバー
プレパレード
- ときのそら、おめがシスターズ、える、虹河ラキ、ドーラ、緑仙、ロボ子さん、樋口楓、かしこまり、燦鳥ノム、天神子兎音、月ノ美兎、富士葵 - 2019年4月24日発売のカバーアルバム『IMAGINATION vol.1』にてカバー。
- 温水和彦（梅田修一朗）、温水佳樹（田中美海） - 2024年9月25日発売のカバーアルバム『負けヒロインが多すぎる！ マケイン応援！カバーソングコレクション』に収録。